# Мітрідат I Кійський
Мітрідат I Кійський (дав.-гр. Mιθριδάτης; 4 ст. до н. е.) — правитель міста Кія, який правив після 360 р. до н. е. Син династа і сатрапа Понтійської держави Аріобарзана I Кійського, від кого походить рід майбутніх Понтійських монархів Мітрідатідів.

## Життєпис
Можливо, був тим самим Мітрідатом, який супроводжував Кіра Молодшого в його поході, або тим самим Мітрідатом, згаданим Ксенофонтом як сатрап Каппадокії та Лікаонії.
Під час повстання сатрапів у 360-х р. до н. е. Мітрідат обманом змусив Датама повірити йому, але врешті організував вбивство Датама в 362 р. до н. е. Подібним чином Мітрідат зрадив свого батька Аріобарзана з Фрігії та передав у руки перського правителя, і Аріобарзана розіп'яли в 362 р. до н. е.
Демосфен говорить, що Аріобарзан мав трьох синів та був союзником Афін.
Уже в 363 р. до н. е. Аріобарзан II (можливо, син Мітрідата) став господарем сімейної вотчини Кії у Мізії. Місто Кія було стратегічно розташоване на початку затоки в Пропонтиді (Мармурове море), що називається затокою Кія, й контролював шлях з Середземного моря у Чорне. Таким чином, цей Мітрідат міг померти бл. 363 р. до н. е.